# Thaiphantes similis
Thaiphantes similis là một loài nhện trong họ Linyphiidae.
Loài này thuộc chi Thaiphantes. Thaiphantes similis được Alfred Frank Millidge miêu tả năm 1995.